# 穆罕默德·艾哈迈德 (田径运动员)
穆罕默德·艾哈迈德（英語：Mohammed Ahmed，1991年1月5日—）是一名加拿大长跑运动员。艾哈迈德赢得了多哈举行的2019年世界田径锦标赛5000米的铜牌，是首位在这个项目上获奖的加拿大人，他也在英联邦运动会上获得5000米和10000米的银牌。